# Визначення коксівності методом лабораторного коксування
Визначення коксівності методом лабораторного коксування

Рис.– Піч для лабораторного коксування 1 — камера печі; 2 — ящик з вугіллям; 3 — кришка ящика; 4 — труба для відведення летких продуктів; 5 — чохол для термопари; 6 — нагрівальні елементи.

Один з прямих методів оцінки коксівності — коксування вугілля в лабораторній печі (рис. 1) з подальшим визначенням фізико-механічних характеристик коксу.
Пробу повітряно-сухого вугілля масою 2 кг крупністю 0-3 мм завантажують в залізний ящик і поміщають у піч, нагріту до 1000°С. Нагрівання проводиться від бічних стінок печі. Після завантаження температура знижується до 650°С. Подальше нагрівання ведуть із швидкістю 2°С/хв. Дослід закінчують, коли температура біля стінок камери печі становить 1050°С, а в центрі завантаження 950°С. Ящик з коксом поміщають в апарат для гасіння водою. Потім кокс зважують і визначають показники, що характеризують коксівність вугілля.
Маса отриманого коксу в перерахунку на суху масу завантаженого вугілля або шихти є показником Вк — виходом валового коксу. Для оцінки крупності коксу його скидають в спеціальному апараті з висоти 1,8 м на металеву плиту, а потім розсіюють на ситах з квадратними отворами розміром 60x60, 40х40, 25х25 і 10×10 мм. Вихід (%) класів більше 40 мм є показником крупності коксу Σ40.
Показники міцності грудкового коксу визначають після обробки класів більше 25 мм в спеціальному барабані, який обертають 6 хв. (300 обертів). Визначають показники: П25 — вихід (%) класу більше 25 мм; П10 — вихід (%) класу менше 10 мм.
Показники міцності тіла коксу ПС визначають в апараті, який складається з металевої хрестовини, що обертається, з порожнистими металевими циліндрами всередині. У циліндри поміщають по 50 см3 коксу фракції 3–6 мм і сталеві кулі. Після 1000 обертів хрестовини виймають кокс і розсіюють його на ситі з круглими отворами діаметром 1 мм. Вихід (%) фракції більше 1 мм є показником ПС.
Методика визначення коксівності вугілля коксуванням в лабораторній печі встановлена ГОСТ 9521–74.